# Aleksa Striković
Aleksa Striković (Aleksandar, serbisch-kyrillisch Алекса Стриковић; * 12. Mai 1961 in Skopje) ist ein serbischer Schachspieler.
Die jugoslawische Einzelmeisterschaft konnte er 1992 gewinnen. Er spielte für Jugoslawien bei drei Schacholympiaden: 1990 (für die dritte Mannschaft), 1996 und 1998. Außerdem nahm er zweimal an den Schachbalkaniaden (1988 und 1990) teil. Am European Club Cup nahm er 1990 mit dem SK Radnički Niš teil und 1999 mit dem ŠK Montenegrobanka Podgorica.
Im Jahre 1986 wurde ihm der Titel Internationaler Meister (IM) verliehen, 1996 der Titel Großmeister (GM).
| Die zur Anzeige dieser Grafik verwendete Erweiterung wurde dauerhaft deaktiviert. Wir arbeiten aktuell daran, diese und weitere betroffene Grafiken auf ein neues Format umzustellen. (Mehr dazu) |